# Iglesia de San Pedro Apóstol (Camarma de Esteruelas)
La iglesia parroquial de San Pedro Apóstol es un templo católico situado en la localidad española de Camarma de Esteruelas, perteneciente a la comunidad autónoma de Madrid.

## Historia y características
La iglesia, con una planta de tres naves, presenta dos fases distintas de construcción: conserva de su fábrica original en el siglo XIII el ábside semicircular y el anteábside de ladrillo. A mediados del siglo XVI se acometió la reconstrucción de la iglesia. El techado del interior de las nuevas naves construidas en la Edad Moderna adosadas al ábside se realizó con madera. La torre
de mampostería y ladrillo fue construida por Juan de Ballesteros.
Es destacable la conservación de los restos de la pintura de un pantocrátor en el interior del ábside de la iglesia fechado hacia finales del siglo XIV con características tanto de la pintura románica como gótica.
El templo fue declarado bien de interés cultural— en la categoría de monumento por Decreto de 30 de mayo de 1997.
Pertenece a la diócesis de Alcalá de Henares y al arciprestazgo de Daganzo.